# Herman Chernoff
Herman Chernoff (1 de julio de 1923, Nueva York) es un matemático, estadístico y físico estadounidense. Trabajó en la Universidad de Harvard y, anteriormente, fue profesor en la Universidad de Illinois en Urbana-Champaign, Stanford y el Instituto de Tecnología de Massachusetts .

## Biografía
Los padres de Herman Chernoff eran Pauline y Max Chernoff, inmigrantes judíos de Rusia. Estudió en Townsend Harris High School y obtuvo una licenciatura en matemáticas del City College de Nueva York en 1943. Asistió a la escuela de posgrado en la Universidad de Brown, obteniendo un máster en matemáticas aplicadas en 1945 y el doctorado en matemáticas aplicadas en 1948 bajo la supervisión de Abraham Wald.
Trabajó para la Comisión Cowles para la Investigación en Economía en la Universidad de Chicago. En 1949 formó parte del Departamento de Matemáticas de la Universidad de Illinois y, desde 1952, del Departamento de Estadística de la Universidad de Stanford, donde permaneció hasta 1974, año en el que comenzó su actividad en el Instituto de Tecnología de Massachusetts, donde fundó el Centro de Estadísticas. Desde 1985 estuvo en el Departamento de Estadística de Harvard.
En 1985 recibió el título de Profesor Emérito de Matemáticas Aplicadas en el Instituto de Tecnología de Massachusetts y en 1997 pasó a ser también Profesor Emérito de Estadística de la Universidad de Harvard. Además, es Doctor Honorario de la Universidad Estatal de Ohio, The Technion en Israel, La Sapienza en Roma y la Universidad de Atenas.
Chernoff se convirtió en miembro de la Academia Estadounidense de Artes y Ciencias en 1974, y fue elegido miembro de la Academia Nacional de Ciencias en 1980. En 1987, la Asociación Estadounidense de Estadística lo seleccionó para el Premio Wilks Memorial, y en 2012 fue nombrado miembro inaugural de la American Mathematical Society.